# Slaughter on 10th Avenue
Slaughter on 10th Avenue es el primer álbum de estudio del músico inglés Mick Ronson. Fue publicado el 22 de febrero de 1974 por el sello discográfico RCA Victor.

## Recepción de la crítica
Un escritor no especificado de la revista Cash Box describió Slaughter on 10th Avenue como una “prueba de su habilidad consumada como productor/arreglista/director/intérprete por excelencia”. Un escritor no especificado de la revista Billboard escribió: “Ronson es un guitarrista brillante y ha hecho unos arreglos maravillosos aquí. La única crítica real es que varios de los cortes son lentos, particularmente «Pleasure Man/Hey Ma Get Papa», de nueve minutos, que habría sido más efectivo en una forma más corta. Aun así, el LP es mucho más creíble que la mayoría de los esfuerzos de miembros de una banda en solitario”.

## Lista de canciones
| Lado uno |                                                                |          |  |
| N.º      | Título                                                         | Duración |  |
| 1.       | «Love Me Tender» (Elvis Presley, Vera Matson)                  | 4:50     |  |
| 2.       | «Growing Up and I'm Fine» (David Bowie)                        | 3:10     |  |
| 3.       | «Only After Dark» (Mick Ronson, Scott Richardson)              | 3:30     |  |
| 4.       | «Music Is Lethal» (Lucio Battisti; letras en inglés por Bowie) | 5:10     |  |

| Lado dos |                                                                                       |          |  |
| N.º      | Título                                                                                | Duración |  |
| 1.       | «I'm the One» (Annette Peacock)                                                       | 5:03     |  |
| 2.       | «Medley» I. «Pleasure Man» (Ronson, Richardson) II. «Hey Ma Get Papa» (Ronson, Bowie) | 8:55     |  |
| 3.       | «Slaughter on Tenth Avenue» (Richard Rodgers)                                         | 4:41     |  |

- Los lados uno y dos fueron combinados como pista 1–7 en la reedición de CD.

| Bonus tracks (1998 Snapper Music reissue) |                                                                                                   |          |  |
| N.º                                       | Título                                                                                            | Duración |  |
| 8.                                        | «Solo on 10th Avenue ~ Solo Guitar Sections» (previously unreleased)                              | 2:07     |  |
| 9.                                        | «Leave My Heart Alone ~ Original “B” Side» (live at the Rainbow Theatre, London / February 22–23) | 4:32     |  |
| 10.                                       | «Love Me Tender» (live at the Rainbow Theatre, London / February 22–23)                           | 4:43     |  |
| 11.                                       | «Slaughter on Tenth Avenue» (live at the Rainbow Theatre, London / February 22–23)                | 4:35     |  |

## Créditos y personal
Créditos adaptados desde las notas de álbum de Slaughter on 10th Avenue.
Músicos
- Mick Ronson – guitarra, voz, piano
- Trevor Bolder – bajo eléctrico, trompeta, trombón
- Aynsley Dunbar – batería, percusión
- Mike Garson – piano, piano eléctrico, órgano
- David Hentschel – sintetizador ARP en «Hey Ma Get Papa»
- Margaret Ronson – coros
- Sid Sax – cuerdas

Personal técnico
- Mick Ronson – productor, arreglos, conductor, mezclas
- Dennis Mackay – ingeniero de audio, mezclas
- Peter Fielder – ingeniero asistente, mezclas
- Mike Moran – remezcla en «Love Me Tender»
- Ray Staff – masterización
- John Koopman – masterización
- Leee Black Childers – diseño de portada, fotografía

## Posicionamiento
| Gráfica (1974)                | Pico de posición |
| ----------------------------- | ---------------- |
| Australia (Kent Music Report) | 63               |
| Reino Unido (UK Albums Chart) | 9                |

## Historial de lanzamientos
| Región         | Fecha                 | Formato | Discográfica | Ref.  |
| -------------- | --------------------- | ------- | ------------ | ----- |
| Inglaterra     | 22 de febrero de 1974 | LP      | RCA Victor   | [ 1 ] |
| Estados Unidos | 11 de marzo de 1974   | LP      | RCA Victor   | [ 1 ] |